# Corry Brokken
Cornelia Maria (Corry) Brokken (Breda, 3 december 1932 – Laren, 31 mei 2016) was een Nederlands zangeres, radio- en televisiepresentatrice en juriste (advocate en daarna rechter). Met een eerste plaats op het Eurovisiesongfestival van 1957 was ze de eerste Nederlandse die deze plek wist te bereiken. Ook won ze twee Edisons, in 1963 en in 1995.

## Levensloop

### Muziek
Corry Brokken debuteerde bij de radio op 20 november 1951 in een wedstrijd voor niet-professionele artiesten, als onderdeel van A.V.R.O.'s De bonte dinsdagavondtrein. In 1952 klonk via datzelfde medium haar vertolking van het liedje I Apologize. Twee jaar later bracht ze haar eerste plaat uit. In 1956 vertegenwoordigde ze Nederland voor de eerste keer op het Eurovisiesongfestival. Het lied Voorgoed Voorbij won niet (de uitslag van de stemming was in dat jaar geheim, alleen de winnaar werd bekendgemaakt). Een jaar later won ze het Eurovisiesongfestival met het lied Net als toen (een compositie van Willy van Hemert). Ook in 1958 vertegenwoordigde ze Nederland; met Heel de Wereld (geschreven door Benny Vreden) werd ze 9e (gedeeld laatste). In 1959 deed Brokken voor de vierde keer mee aan het Nationaal Songfestival maar deze editie kon ze niet winnen. Na het Songfestival-avontuur besloot Brokken zich even terug te trekken. Wel kwam in 1958 haar eerste album uit, Corry's Bed-Time Story, een 25cm-lp met acht Amerikaanse stukken. Hetzelfde jaar werd haar dochter Nancy geboren. In 1966 werd ze gevraagd om namens Duitsland deel te nemen aan het Eurovisiesongfestival maar daar bedankte ze voor.

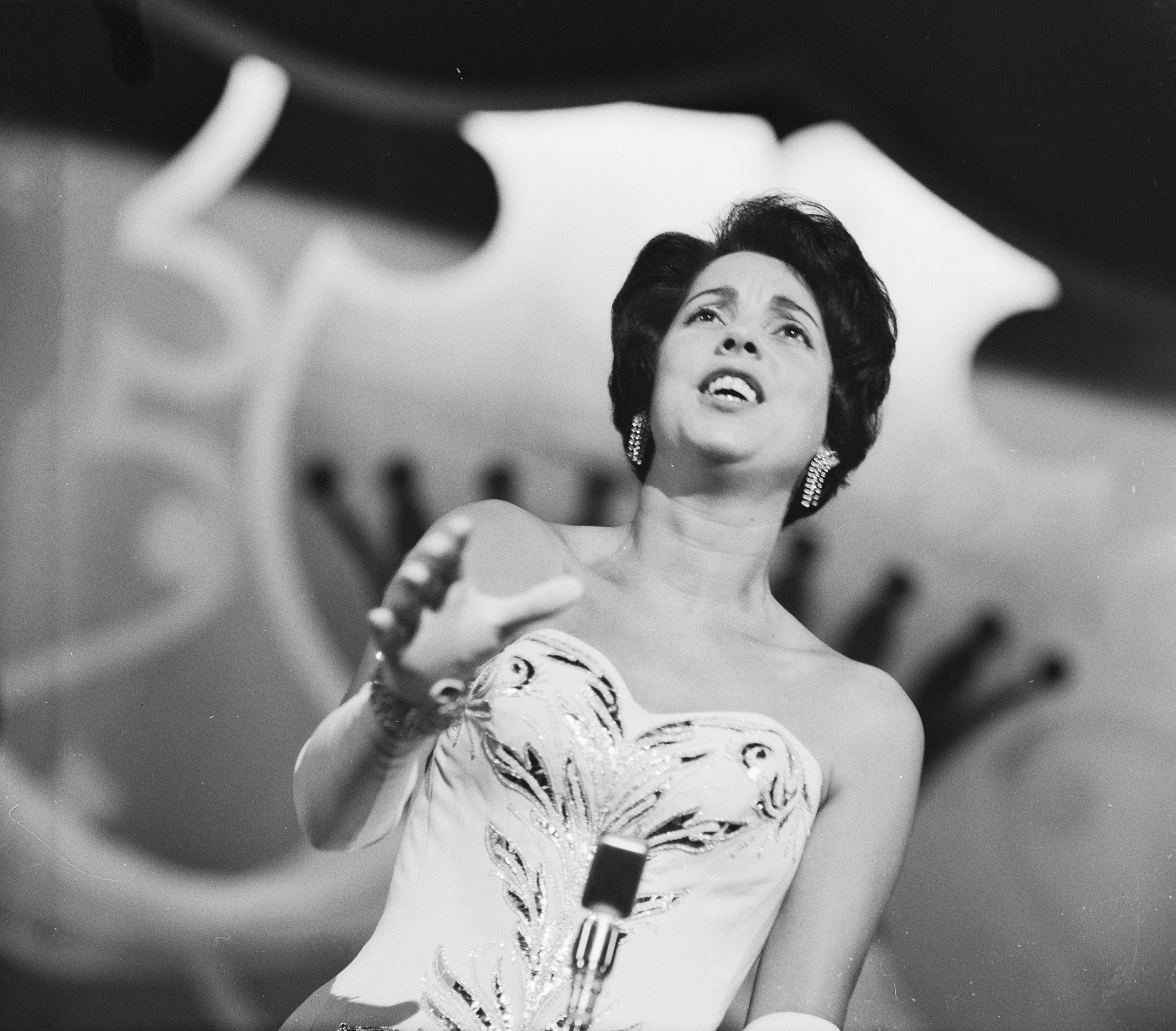
Brokken (1961)

In 1960 kreeg Brokken een gouden plaat voor het nummer Milord, de Nederlandstalige versie van het lied van Édith Piaf. In de hitparade van Foon stond haar uitvoering in totaal 16 weken op de eerste plaats. De tekst van het lied (over een prostituee) werd in het toen nog conservatieve Nederland door sommigen als aanstootgevend ervaren. Een jaar later trad ze met Snip en Snap op in de Sleeswijk Revue. Zelf was zij overigens geen echte revue-liefhebster, zij had meer gevoel voor het cabaret à la Conny Stuart. Een sollicitatie bij Wim Sonneveld liep echter op niets uit; volgens hem was zij "te beroemd" voor zijn gezelschap.
Tussen 1961 en 1972 presenteerde Brokken televisieshows op de Nederlandse televisie. In deze periode verschenen met grote regelmaat plaatopnames van haar, onder andere succesvolle Nederlandse interpretaties van chansons van Charles Aznavour, Mijn ideaal (1962, vertaling van Tu te laisses aller) en La mamma (1964).
Inmiddels werd zij ook bij het Duitse publiek bekend met Duitstalige plaatopnames van onder meer Milord en La Mamma. Tussen 1967 en 1970 presenteerde zij ook voor de Duitse ARD grote televisieshows ("Varietézauber") met gasten als Charles Aznavour, Gilbert Bécaud, Caterina Valente en Hildegard Knef. Het werken in Duitsland beviel slecht. Brokken hekelde in een interview met Het Parool de werkwijze van de tv-mensen en noemde de Duitsers 'patiënten'. Dat schoot veel Duitsers in het verkeerde keelgat. "Niemand heeft haar gevraagd om hier ons kijkgeld te komen opsouperen", brieste een kijker in een Duits blad.
Nadat haar platencontract met Phonogram was geëindigd, bracht Corry Brokken bij Polydor twee Nederlandstalige albums uit: Corry Brokken zingt kleine cantates (1967) en Wereldsuccessen, met de complimenten van Corry (1968). In 1971 verscheen bij EMI haar album Voor Nancy, geproduceerd door Willem Duys, en in 1973 haar voorlopig laatste album, Corry zingt Toon met liedjes van Toon Hermans. De singles die in deze jaren verschenen verkochten matig tot slecht.

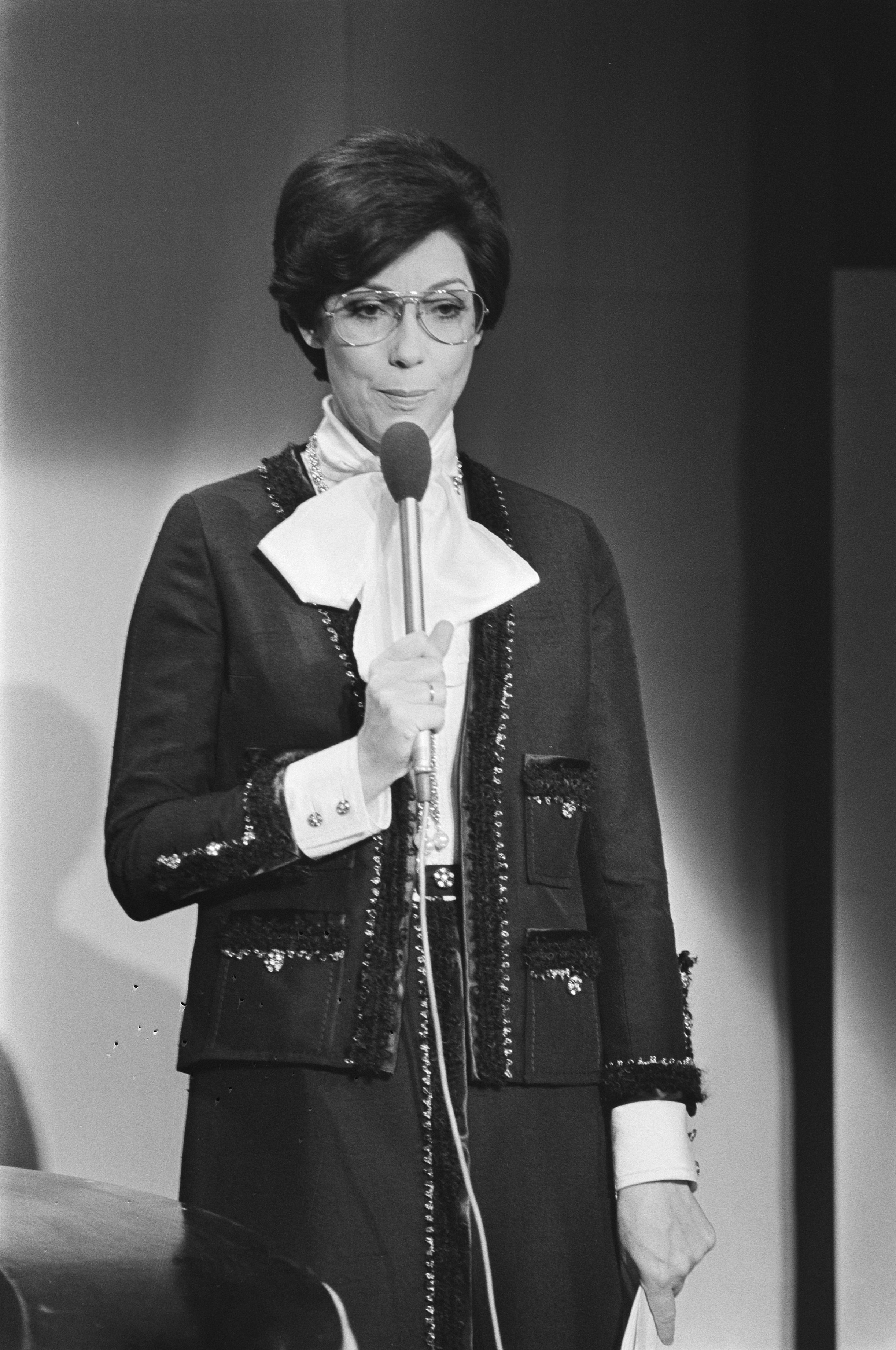
Brokken als presentatrice bij het Eurovisiesongfestival in 1976

In 1976 presenteerde Brokken het Eurovisiesongfestival, nadat Teach-In in 1975 het festival voor Nederland had gewonnen.

### Rechter
In de jaren 1974-1979 studeerde Brokken rechten aan de Universiteit Utrecht, met de specialisaties strafrecht en familierecht. Ze begon een advocatenpraktijk in Laren (Noord-Holland) met Jan Meijerink, met wie ze tijdens hun studie trouwde - na haar scheiding van de theaterproducent René Sleeswijk. Na zes jaar advocatuur stapte ze over naar de rechterlijke macht. Ze begon als waarnemend griffier bij de arrondissementsrechtbank in 's-Hertogenbosch, klom op tot gerechtsauditeur en werd in 1990 plaatsvervangend rechter. In 1991 werd ze geïnstalleerd als rechter. Ze sloot haar loopbaan bij de rechterlijke macht in 1996 af.

### Comeback
In 1996 maakte Brokken een comeback, nadat ze een jaar eerder met een ere-Edison werd onderscheiden voor de dubbel-cd Net als Toen, met een overzicht van haar eerdere oeuvre als zangeres. Ze bracht een nieuwe cd uit met de titel Nooit gedacht. Ook kwam bij EMI een dubbel-cd uit waarin onder de noemer Corry Brokken zingt... de albums Voor Nancy en Corry zingt Toon werden heruitgegeven, met matig succes. In 1997 mocht zij tijdens het Eurovisiesongfestival namens Nederland de punten doorgeven. In 2000 werden haar memoires Wat mij betreft gepubliceerd. Het boek werd een succes; in korte tijd verschenen vier drukken.
Na haar 70ste verjaardag werd Brokken uitgenodigd om mee te doen aan het toneelstuk De Vagina Monologen, waarin ze te zien was naast onder anderen Olga Zuiderhoek, Hanneke Groenteman en Jetty Mathurin.
In 2006 kwam een dvd uit met hoogtepunten uit haar vroegere televisieshows: Een avondje uit met Corry Brokken. In dat jaar was zij de vaste gastvedette bij theatergroep Purper in de show Purper 100. Zij moest in de tweede speelserie vervangen worden door Anneke Grönloh nadat bij haar borstkanker werd geconstateerd. Begin 2008 werd Brokken getroffen door een herseninfarct, waarvan ze langdurig moest revalideren.
In 2009 verscheen een tweede biografie Toegift, waarin Brokken vertelt hoe het haar na 2000 is vergaan. Verder speelde Brokken een gastrol in de comedy Kinderen geen bezwaar (afl 129, Brokken!).

### Overlijden
Haar laatste jaren leefde ze een zeer teruggetrokken leven met haar echtgenoot Jan Meijerink in Laren. Haar overlijden op 83-jarige leeftijd werd pas na enkele dagen, op 2 juni, bekendgemaakt. Op vrijdag 3 juni 2016 werd ze in stilte gecremeerd. Meijerink overleed twee jaar later, in april 2018.

## Discografie

### Albums
- 1958 - Corry's Bed-Time Story
- 1965 - De Corry Brokken Show
- 1965 - Corry Brokken
- 1966 - De beste van Corry Brokken
- 1967 - Corry Brokken zingt kleine kantates
- 1968 - Miss Wonderful
- 1968 - Met de complimenten van Corry - Wereldsuccessen
- 1971 - Voor Nancy
- 1972 - Gouden Favorieten Parade
- 1973 - Corry zingt Toon
- 1974 - La Mamma - La Mamma und Ihre grossen Erfolge
- 1981 - Motive
- 1994 - Net als toen - Een hommage aan een onvergetelijke zangeres
- 1996 - Milord
- 1996 - La Mamma
- 1996 - Nooit gedacht
- 1997 - Nana - Die Ronnex Aufnahmen
- 1997 - Corry Brokken zingt
- 2003 - Milord
- 2009 - De keuze van Annie de Reuver

### Singles
| - 1954 - Auto-Scooter's Boogie (Engelse versie) / Begin The Beguine - 78rpm10"single - RONNEX - 1059 - 1955 - Waarom? / Hier In De Vrije Natuur - 78rpm10"single - RONNEX - 10021 - 1955 - Wacht Op Mij / Auto-Schooter's Boogie (Nederlandse versie) - 78rpm10"single - RONNEX - 10026 - 1955 - Waarom? / Wacht Op Mij - 78rpm10"single - RONNEX - 10039 - 1955 - Rio De Janeiro (#1) / Nana (#1) - 78rpm10"single - RONNEX - 10063 - 1955 - Ein Tag Mit Dir / Mein Guter Stern - 78rpm10"single - RONNEX - 10082 - 1956 - Als De Bomen Bloeien / Hier In De Stille Laan - 78rpm10"single - RONNEX - 20035 - 1956 - Nana (#2) / Rio De Janeiro (#2) - 78rpm10"single - ODEON - O 29 054 - 1957 - Net Als Toen / Wees Maar Niet Boos - 78rpm10"single - RONNEX - 1957 - 1957 - Grand Prix 1957 Eurovision: Net Als Toen ~ Hier In De Stille Laan / Wees Maar Niet Boos ~ Als De Bomen Bloeien - 7"-ep - RONNEX - EP 008 - 1957 - Mr. Wonderful / The Story Of Love (Historia De Un Amor) - 78rpm10"single - PHILIPS - P 17780 H - 1957 - Auf Wiederseh'n Mein Liebling ~ Mr. Wonderful / The Story Of Love ~ Remember My Forgotten Man - 7"ep - PHILIPS - PE 422 170 - 1957 - Ganz Leis' Erklingt Musik ~ Sing' Nachtigall Sing / Unter Den Tausend Laternen ~ Nun weisz ich den Weg zu deinem Herzen - 7"-ep - PHILIPS - PE 422 171 - 1957 - Damals War Alles So Schön (Net Als Toen) / Seit Wir Uns Sehen (Wees Maar Niet Boos) - 78rpm10"single - PHILIPS - P 17797 H - 1957 - Fascination (Uit De Film: Ariana (Love In The Afternoon)) (Fascination (Valse Tzigane)) / De Messenwerper - 78rpm10"single - PHILIPS - P 17799 H - 1958 - Fascination (Movie: Ariana (Love In The Afternoon)) (Fascination (Valse Tzigane)) / The Knife-Thrower - 7"single - PHILIPS - 318040 PF - 1958 - Weet Je Nog (Van De Film: Jenny) / Ça C'est L'amour (Van De Film: Les Girls) - 78rpm10"single - PHILIPS - P 18054 H - 1958 - Heel De Wereld / Weet Je - 7"single - PHILIPS - 318 078 PF - 1958 - Hallo / Zigeuner - 7"single - AUGUSTIJNER MISSIE BOLIVIA - DF 99 164 - 1958 - Dors Mon Amour ~ C'était ... (C'était Pour Toi) (Wees Maar Niet Boos) / Toi Mon Coeur Tu Sais (Heel De Wereld) ~ Tout Comme Avant (Net Als Toen) - 7"-ep - PHILIPS - 422 247 PE - 1960 - Milord / Mustapha - 7"single - PHILIPS - 318 375 PF - 1960 - De Zigeuners / Een Wals Uit Duizenden - 7"single - PHILIPS - 318 393 PF - 1960 - Milord: Milord ~ Mustapha / De Zigeuners (Les Gitans) ~ Majorca-Song (El Berebito) - 7"-ep - PHILIPS - 422 459 PE - 1960 - Milord (Duits) / Moro (Duits) - 7"single - PHILIPS - 318 418 PF - 1961 - Ballade Van De Gevangene / De Harlekijn Van Granada - 7"single - PHILIPS - 318 498 PF - 1961 - Er Sah' Aus Wie Ein Lord / Bonjour, Paris - 7"single - PHILIPS - 345 269 PF - 1961 - Nooit Krijg Ik Spijt (Non, Je Ne Regrette Rien) / Als 'n Licht In De Nacht (Les Amants Merveilleux) - 7"single - PHILIPS - 318 499 PF - 1961 - Nooit Krijg Ik Spijt (Non, Je Ne Regrette Rien) ~ Ballade Van De Gevangene / Als 'n Licht In De Nacht (Les Amants Merveilleux) ~ De Harlekijn Van Granada (L'arlequin De Tolède) - 7"-ep - PHILIPS - 433 033 PE - 1961 - Romeo (Salomé) / Zeven Liedjes Zal Ik Zingen (I'll Sing Seven Songs Four You) - 7"single - PHILIPS - 318 609 PF - 1961 - Maurice, Der Alte Charmeur / Wie Der Traum Meiner Schlaflosen Nächte - 7"single - PHILIPS - 318 619 PF - 1961 - Corry Brokken - 7"-ep - PHILIPS - 433 068 PE - 1962 - Du Bist Durchschaut / Er Macht Musik Am Montparnasse - 7"single - PHILIPS - 318 678 PF - 1962 - Er Macht Musik Am Montparnasse: Maurice, Der Alte Charmeur ~ Du Bist Durchschaut / Wie Der Traum Meiner Schlaflosen Nächte ~ Er Macht Musik Am Montparnasse - 7"-ep - PHILIPS - 433 063 PE - 1962 - Nitschewo / Vannacht (Afscheid Van Een Lunapark) - 7"single - PHILIPS - 318 720 PF - 1962 - Mijn Ideaal (Tu Te Laisses Aller) / Het Telegram (Télégrammes) - 7"single - PHILIPS - 318 786 PF - 1962 - Es War Im Frühling, Chérie / Wenn Ich Nur Wüsst! - 7"single - PHILIPS - 318 791 PF - 1962 - Fiesta Brasiliana / Bij Deze Tango Wordt Alles Donker - 7"single - PHILIPS - 318 833 PF - 1962 - Mijn Ideaal: Mijn Ideaal ~ Bij Deze Tango Wordt Alles Donker / Het Telegram ~ Fiesta Brasiliana - 7"-ep - PHILIPS - 433 153 PE - 1962 - BP Super Mix Song - 7"FD - BP - SHOL 085 - 1963 - Danswijsje (Dansevisie) / Ga Niet Weg (T'en Va Pas) - 7"single - PHILIPS - 327 528 JF - 1963 - Moordballade (Mack The Knife) / Zeerover Jenny (Seeräuber Jenny) - 7"single - PHILIPS - JF 327 569 | - 1963 - Nu, Meer Dan Ooit (Your Other Love) / Tra-La-La-La-La - 7"single - PHILIPS - JF 327 596 - 1964 - La Mamma (Zij Kwamen Overal Vandaan) / Geef Mij Je Hand (Donnez-Moi La Main) - 7"single - PHILIPS - JF 327 642 - 1964 - La Mamma: La Mamma (Zij Kwamen Overal Vandaan) ~ Geef Mij Je Hand / Nu, Meer Dan Ooit ~ Tra-La-La-La-La - 7"-ep - PHILIPS - 433 244 PE - 1964 - Glück Und Glas / Flohmarkt-Melodie - 7"single - PHILIPS - 318 906 PF - 1964 - Woorden In 't Zand (Les Mots D'amour) / De Clown (Siamo Pagliacci) - 7"single - PHILIPS - JF 327 718 - 1964 - Adios A La Mamma (La Mamma) / Los Gitanos - 7"single - PHILIPS - JF 327 746 - 1964 - Een Huis Is Nog Geen Thuis (A House Is Not A Home) / Als Je Mij Verlaat (You'll Never Get To Heaven(If You Break My Heart)) - 7"single - PHILIPS - JF 327 757 - 1965 - La Mamma (Duits) / Gib Mir Die Hand - 7"single - PHILIPS - 318 943 PF - 1965 - Venetië (Que C'est Triste Venise) / Donau-Lied - 7"single - PHILIPS - JF 327 803 - 1965 - Venice Blue / The Gypsies (Les Gitans) - 7"single - PHILIPS - BF 1457 - 1965 - La Mamma (Zij Kwamen Overal Vandaan) ~ French Song / Venice Blue ~ Gypsies - 7"-ep - PHILIPS - 433 308 PE (niet uitgebracht) - 1965 - De Messenwerper / De Zigeuners (Les Gitans) - 7"single - PHILIPS - JF 327 763 - 1965 - Ntjilo Ntjilo / Madonnakindje - 7"single - PHILIPS - JF 327 855 - 1965 - Tommy-Tom (Laura Lee) / Als Je Maar Nooit Bekent (N'avoue Jamais) - 7"single - PHILIPS - JF 327 868 - 1965 - Don Juan / Ave Maria no morro - 7"single - PHILIPS - JF 327 925 - 1966 - So Ist Die Liebe, Mon Ami (Als Je Maar Nooit) / Venedig In Grau - 7"single - PHILIPS - 318 955 PF - 1966 - Zo Gaat Het Met Meisjes Altijd (The Men In My Little Girl's Life) / Goedenacht Marjolijn - 7"single - PHILIPS - JF 327 979 - 1966 - Tweedehands Jet (Second hand Rose) / Zeventien April - 7"single - PHILIPS - JF 333 515 - 1966 - Alle Meine Träume / Kind Nummer Zehn (Second hand Rose) - 7"single - PHILIPS - PF 318 960 - 1966 - Nimm Meine Hand / Spiel, Zigeuner (Les Deux Guitares) - 7"single - PHILIPS - JF 333 595 - 1967 - Zeven Uur (Supper Time) / Ik Moet Weg (Gotta Move) - 7"single - PHILIPS - JF 333 665 - 1967 - Und Sie Trug Eine Rose Im Haar / Von Deinen Träumen Kannst Du Nicht Leben - 7"single - POLYDOR - 52866 - 1967 - Hart Te Koop / Ik Kan Niet Zonder Jou - 7"single - POLYDOR - S 1224 - 1967 - Ik Kan Niet Zonder Jou: Ik Kan Niet Zonder Jou ~ Hart Te Koop / Geen Stad Als Amsterdam ~ Koningskind - 7"-ep - POLYDOR - sep-47 - 1968 - Kom Terug Bij Mij / Onze Roman (Notre Roman) - 7"single - POLYDOR - S 1253 - 1968 - Fremde Strassen / Mylady - 7"single - POLYDOR - 53009 - 1968 - Heiss Ist Der Kaffee in San José / Ich Bin Glücklich Obwohl Ich Weine - 7"single - POLYDOR - 53061 - 1968 - Als Ik Groot Ben / Is Het Heus? (met Mark en Sabine) - 7"single - POLYDOR - S 1275 - 1968 - Milord / Zigeuners (Les Gitans) - 7"single - PHILIPS - JF 334 617 - 1969 - Meine Liebesmelodie (Cent Mille Chansons) / Die Letzten 7 Tage (The Last Seven Days) - 7"single - COLUMBIA - 1C 006 28720 - 1975 - La Mamma (Duits) / Milord (German) - 7"single - PHILIPS - 6012 497 - 1981 - La Mamma (Zij Kwamen Overal Vandaan) / Milord - 7"single - PHILIPS - 6017 272 - 1997 - Altijd Zal Ik Van Je Houden / Amsterdam - cd-single - MERCURY - 574 008-2 |

## Hitnoteringen
| Titel                                | Jaar van verschijnen | Datum van binnenkomst | Hoogste positie | Aantal weken | Opmerkingen                                       |
| ------------------------------------ | -------------------- | --------------------- | --------------- | ------------ | ------------------------------------------------- |
| Muziek Parade                        |                      |                       |                 |              |                                                   |
| Net als toen                         | 1957                 | 1-6-1957              | 8               | 5            | Winnende inzending voor het Eurovisiesongfestival |
| Foon                                 |                      |                       |                 |              |                                                   |
| Milord                               | 1960                 | 7-5-1960              | 1(16w)          | 29           | 10w+6w op de eerste plaats                        |
| Tijd voor Teenagers Top 10           |                      |                       |                 |              |                                                   |
| La mamma (Zij kwamen overal vandaan) | 1964                 | 4-4-1964              | 2               | 15           |                                                   |

### NPO Radio 2 Top 2000
| Nummer met noteringen in de NPO Radio 2 Top 2000 | '99  | '00-'01 | '02  | '03  | '04  | '05  | '06  | '07  | '08  |
| ------------------------------------------------ | ---- | ------- | ---- | ---- | ---- | ---- | ---- | ---- | ---- |
| La mamma (Zij kwamen overal vandaan)             | 1407 | -       | 1913 | 1926 | 1925 | 1792 | 1944 | 1694 | 1778 |

1. ↑  Een '-' betekent dat het nummer niet was genoteerd en een vetgedrukt getal geeft de hoogste notering aan.
2. ↑  Deze tabel is bijgewerkt tot en met de laatste editie (2024).